# Tourisme à Taïwan
 (avril 2015).

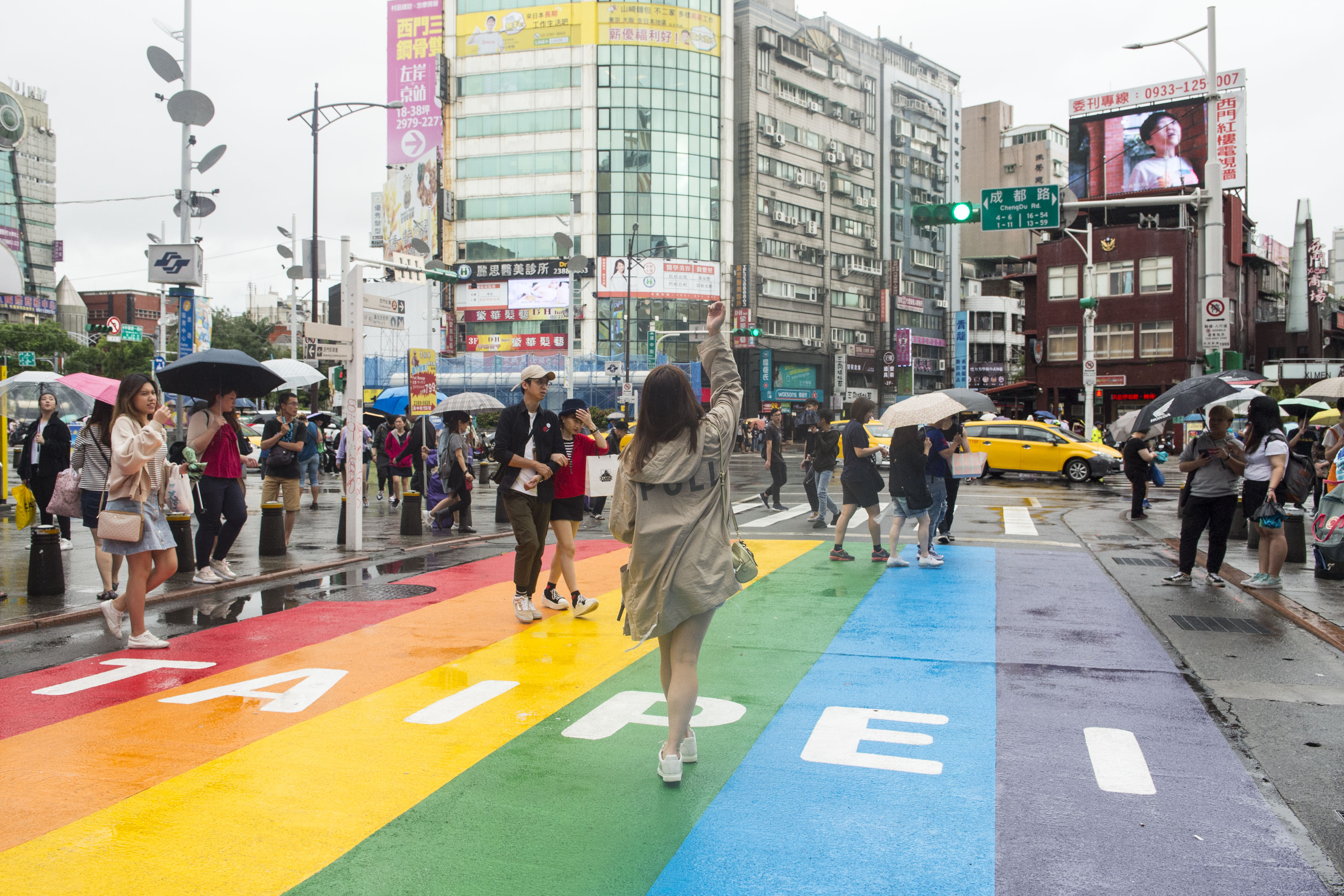
Ximending

Cet article présente différents aspects du tourisme à Taïwan.

## Portrait de Taïwan

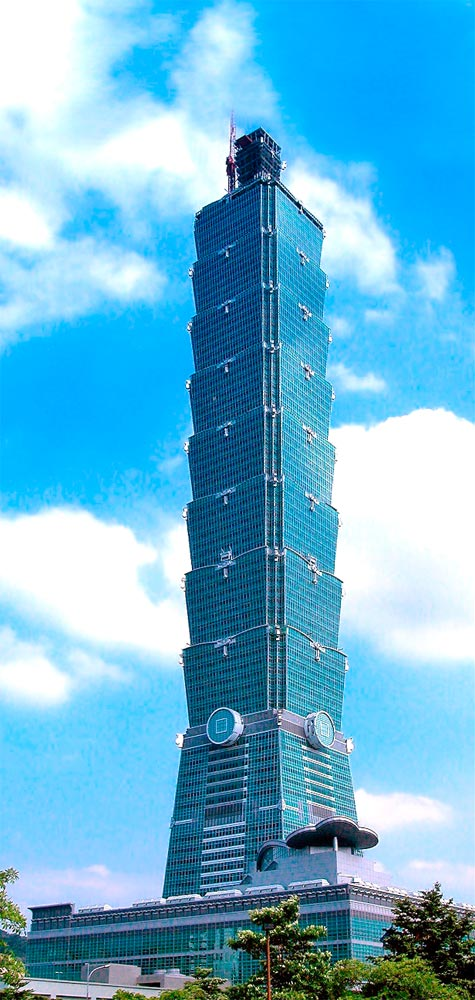
Taipei 101

- Population totale : 22,6 millions d’habitants
- Régime politique : République constitutionnelle
- Langue officielle : chinois du nord, autres langue(s): taïwanais, hakka
- Monnaie : nouveau dollar de Taïwan (TWD)
- Religion :Taoïsme, Bouddhisme et Chrétiens (aborigènes)
- Superficie : 36 000 km² - Largeur : 144 km - Longueur : 394 km
- Devise nationale : Fermeté dans la dignité et dynamisme dans l’indépendance
- Politique de Taïwan en matière de visa (en)

## Statistiques des visiteurs
Top 12 des visiteurs internationaux à Taïwan.
| Rang                            | Pays / Territoire | 2017       | 2016       | 2015       | 2014      | 2013      |
| ------------------------------- | ----------------- | ---------- | ---------- | ---------- | --------- | --------- |
| 1                               | Chine             | 2,732,549  | 3,511,734  | 4,184,102  | 3,987,152 | 2,874,702 |
| 2                               | Japon             | 1,898,854  | 1,895,702  | 1,627,229  | 1,634,790 | 1,421,550 |
| 3                               | Hong Kong         | 1,692,063  | 1,614,803  | 1,513,597  | 1,375,770 | 1,183,342 |
| 4                               | Corée du Sud      | 1,054,708  | 884,397    | 658,757    | 527,684   | 351,301   |
| 5                               | États-Unis        | 561,365    | 523,888    | 479,452    | 458,691   | 414,060   |
| 6                               | Malaisie          | 528,019    | 474,420    | 431,481    | 439,240   | 394,326   |
| 7                               | Singapour         | 425,577    | 407,267    | 393,037    | 376,235   | 364,733   |
| 8                               | Vietnam           | 383,329    | 196,636    | 146,380    | 137,177   | 118,467   |
| 9                               | Thaïlande         | 292,534    | 195,640    | 124,409    | 104,812   | 104,138   |
| 10                              | Philippines       | 290,784    | 172,475    | 139,217    | 136,978   | 99,698    |
| 11                              | Indonésie         | 189,631    | 188,720    | 177,743    | 182,704   | 171,299   |
| 12                              | Canada            | 117,687    | 106,197    | 90,666     | 88,601    | 72,693    |
|                                 | Total             | 10,739,601 | 10,690,279 | 10,439,785 | 9,910,204 | 8,016,280 |
| Source: Tourism Bureau, Taiwan, |                   |            |            |            |           |           |

## Transport
- Transport à Taïwan (en)
- Ministère des Transports et des Communications

### Avion
| \| 20 km1:1 721 000 \| Taipei-Taoyuan Taipei Songshan Kaohsiung Taichung Tainan Hualien Chiayi Lutao Hengchun Kinmen Magong Beigan Nangan Lanyu · île des Orchidées Pingtung Tchimeï Taitung Wangan |
| 20 km1:1 721 000 |

- Liste des aéroports à Taïwan, Liste des aéroports les plus fréquentés à Taïwan
  - Nord : Aéroport international Taïwan-Taoyuan (TPE), Aéroport de Taipei Songshan (TSA), Aéroport de Taïchung (RMQ)
  - Sud : Aéroport international de Kaohsiung (KHH), Aérodrome de Lanyu-île des Orchidées (KYD)
- Liste des compagnies aériennes à Taïwan

### Bateau
- Bureau maritime (en)

Les principaux ports internationaux sont : Port de Kaohsiung (1858), Port de Keelung (1886), Port de Taichung (1976), Port de Hualien (en) (1930-1939), Port de Taipei (en)

### Train
- Transport ferroviaire à Taïwan

### Automobile
- Système autoroutier à Taïwan (en)

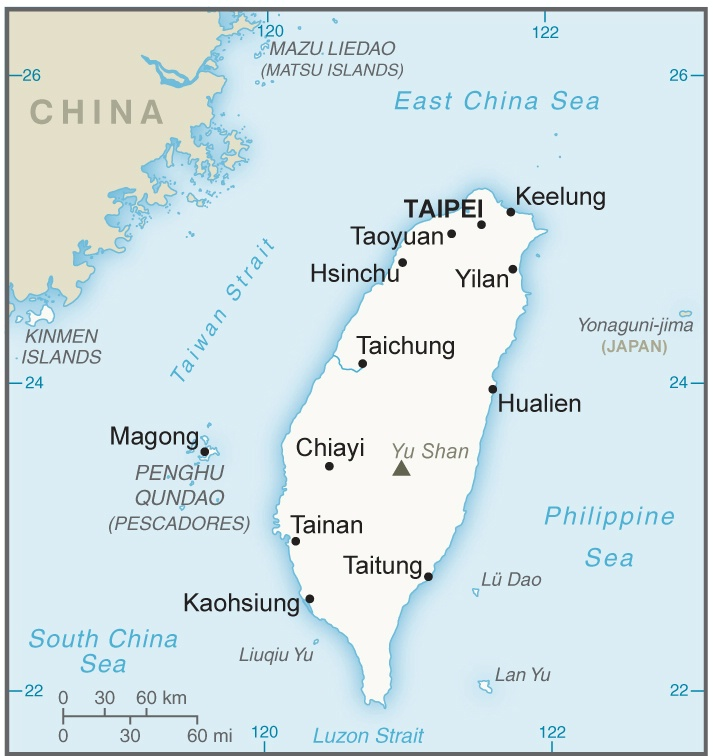
Position des villes
Carte climatique
Réseau routier provincial de Taïwan
Réseau autoroutier de Taïwan
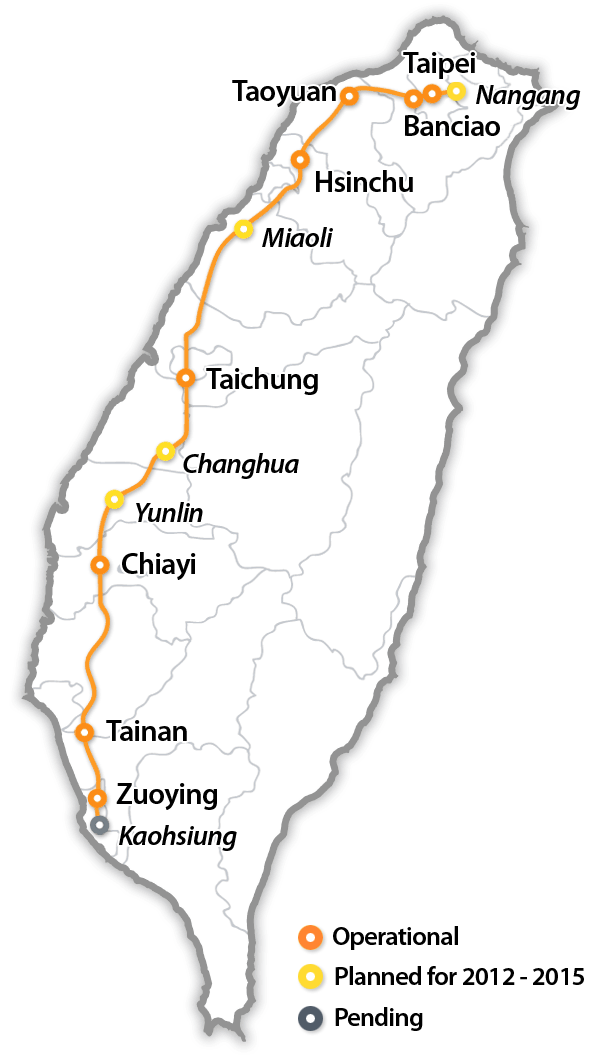
Réseau ferroviaire rapide à Taïwan

## Hébergement et restauration
- Hôtels à Taïwan par ville (en)
- Marchés de nuit à Taïwan (en)
- Cuisine de Taïwan

## Principaux points d'intérêt

Parcs nationaux (2018)

- Liste des attractions touristiques de Taïwan

- Villes, comtés, districts :
  - nord : Taipei, Liste des attractions touristiques de Taipei, Nouveau Taipei, Keelung, district de Beitou
  - nord-ouest : Taoyuan, district de Longtan (Taoyuan) (en), comté de Hsinchu, Hsinchu, comté de Miaoli,
  - centre : Nantou, comté de Nantou
  - ouest :  comté de Changhua, comté de Chiayi, comté de Yunlin
  - centre-ouest : Taichung, Tainan, Chiayi
  - sud : Kaohsiung, comté de Pingtung
  - est : comté de Taitung (sud), comté de Hualien (centre), comté de Yilan (nord)

- Sites naturels
  - Parcs nationaux de Taïwan
    - Parc national de l'Atoll de Dongsha (en) (2007)
    - Parc national de Kenting (1984)
    - Parc national de Kinmen (en) (1995)
    - Parc national maritime de Penghu Sud (en) (2014)
    - Parc national de Shei-Pa (de) (1992)
    - Parc naturel de Shoushan (Kaohsiung) (en)
    - Parc national de Taijiang (en) (2009)
    - Parc national de Taroko (1986, Hualien)
    - Parc national de Yangmingshan (1985)
    - Parc national de Yushan (en) (1985)

  - Sources chaudes à Taïwan
  - Aire panoramique nationale d'Alishan (en) (Chiayi)
  - Liste de montagnes à Taïwan (en)
  - Liste de rivières à Taïwan (en)
  - Liste des îles de Taïwan

- Aires panoramiques nationales (13 sites)
  - Îles Matsu, Nangan
  - Îles Pescadores, Magong
  - Lac du Soleil et de la Lune (Taishung/Nantou)

- Histoire et culture
  - Fort Zeelandia (1624-1634, Tainan)
  - Fort Provintia (1653, Tainan)
  - Mémorial de Sun Yat-sen (1972)
  - Mémorial de Tchang Kaï-chek (1980)
  - Liste de musées à Taïwan (en)
  - Musée national du Palais (1925)
  - Temple Longshan (1738)
  - Temple de Confucius de Kaohsiung (1684)
  - Red House Theater (1908, Taipei)
  - Vestiges des 13 niveaux, "Palais Potala des mines de montagne" (1933)
  - Village Hinoki (en) (Cypress Forest Life Village, Chiayi), habitat japonais de montagne

- Récréatifs
  - Marché de nuit de Shilin
  - Formosan Aboriginal Culture Village (en) (1982)
  - Parc d’attractions de Leofoo
  - Leofoo Village Theme Park (1979)
  - Farglory Ocean Park (en)

- Festivals
  - Cérémonie sacrificielle du roi Qing Shan (en)
  - Pèlerinage de Baishatun Mazu (1863)
  - Festival de lanternes de Taïwan (en), Fête des lanternes (nouvel an chinois)
  - Women Make Waves (Les femmes font des vagues, 1993, cinéma)
  - Festival Formoz (1995, musique)
  - Spring Scream (en) (Parc national de Kenting, 1995)
  - Festival international de folklore et de jeux folkloriques pour enfants de Yilan (en) (1996)
  - Festival du film de Taipei (1998)
  - Hohaiyan Rock Festival (2000)
  - Festival international de musique de Beigang (2006)

## Galerie

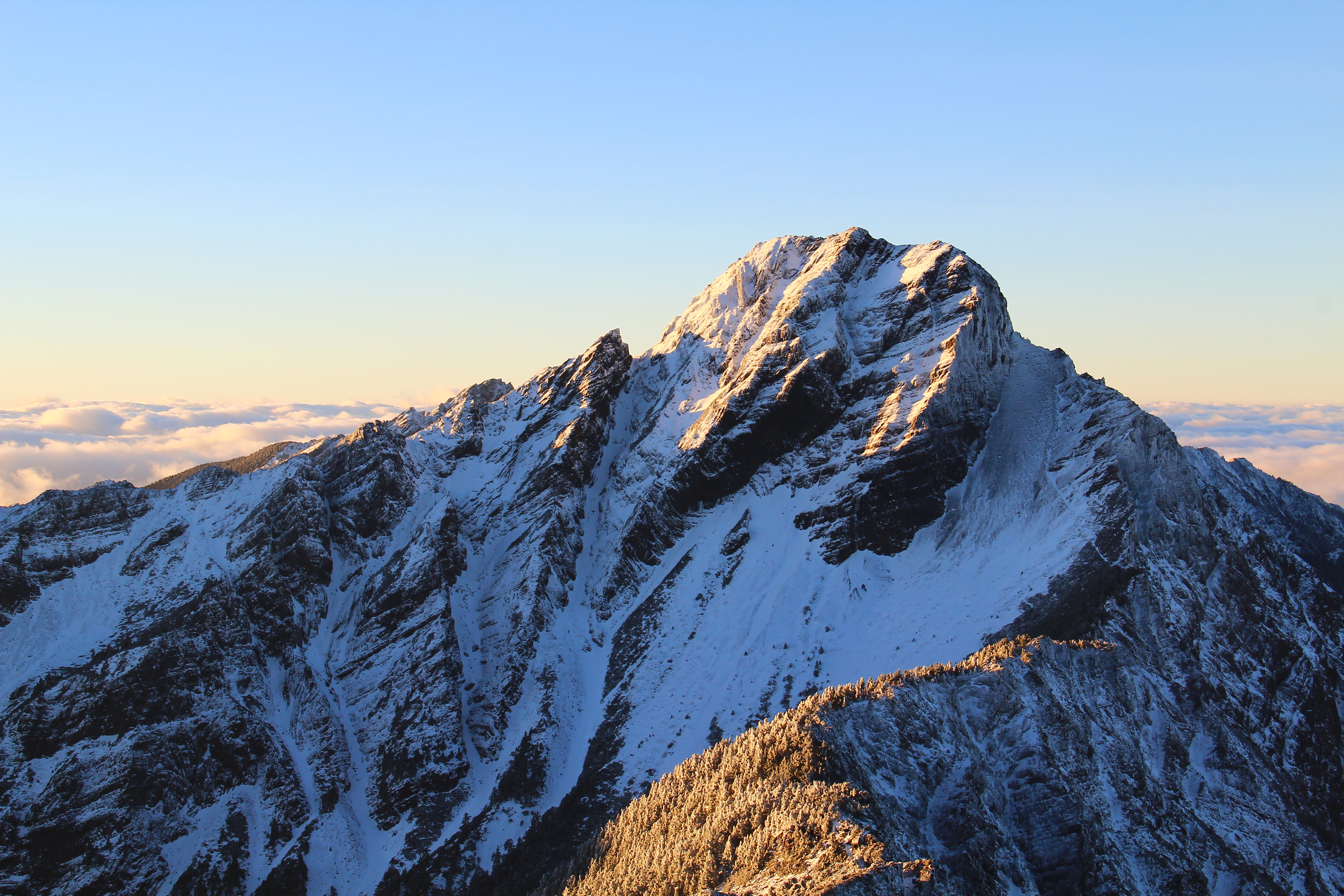
Yu Shan, Chiayi
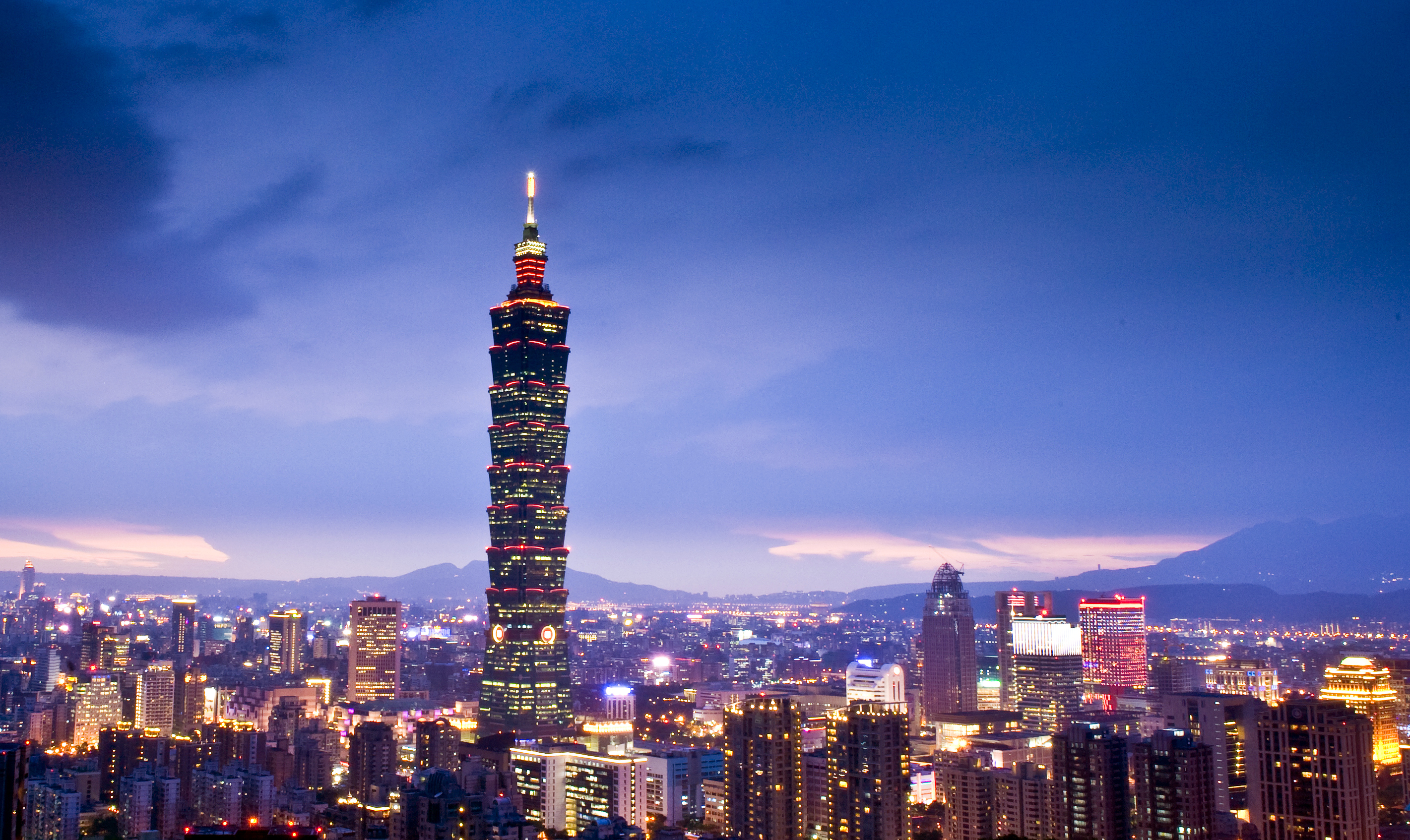
Taipei 101, Taipei
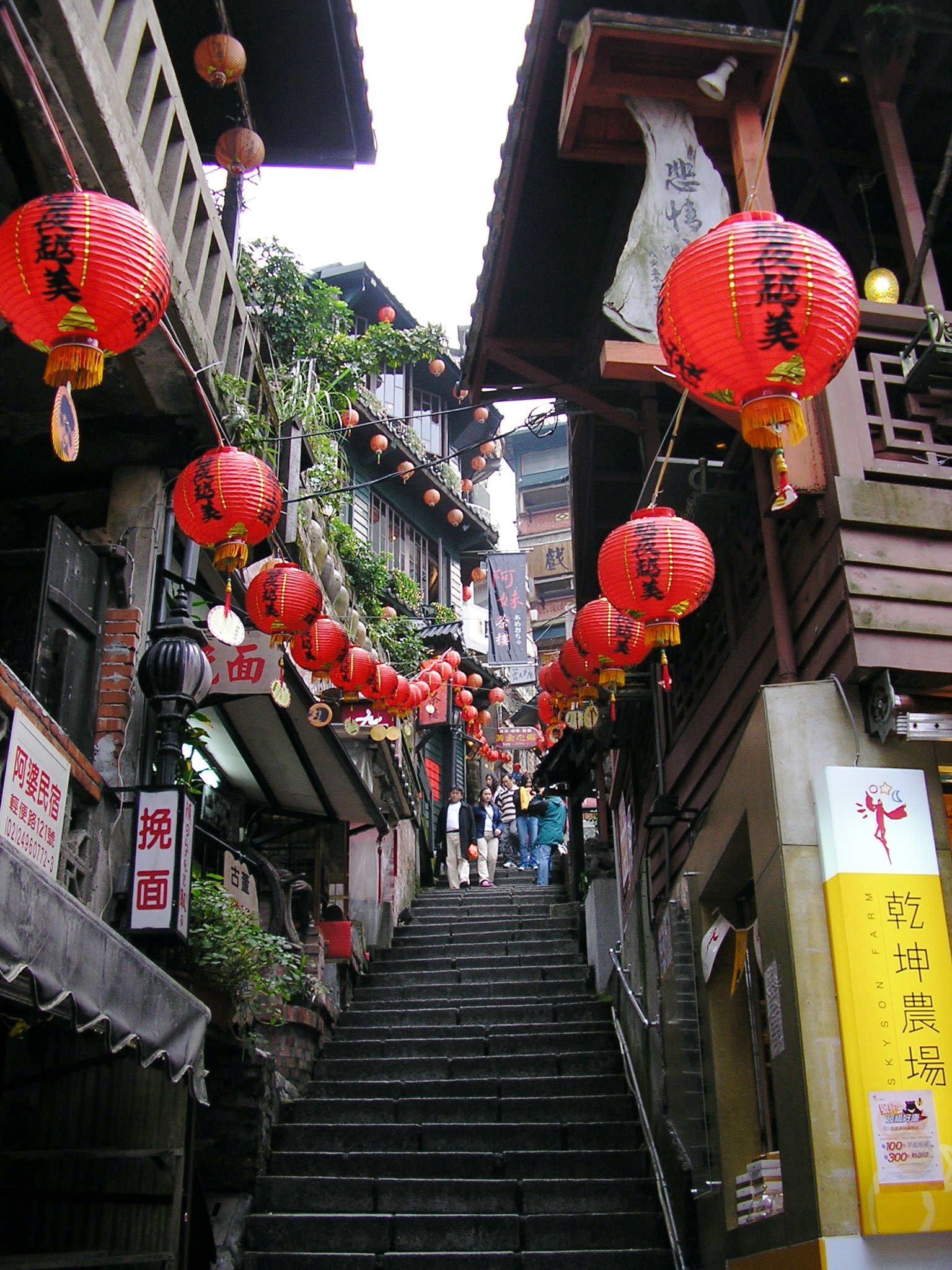
Jiufen Old Street, New Taipei City
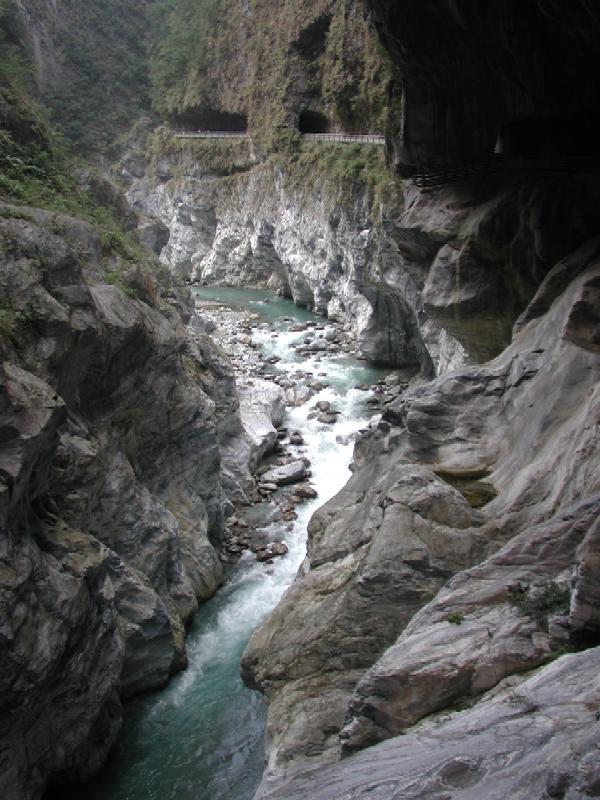
Taroko National Park, Hualien
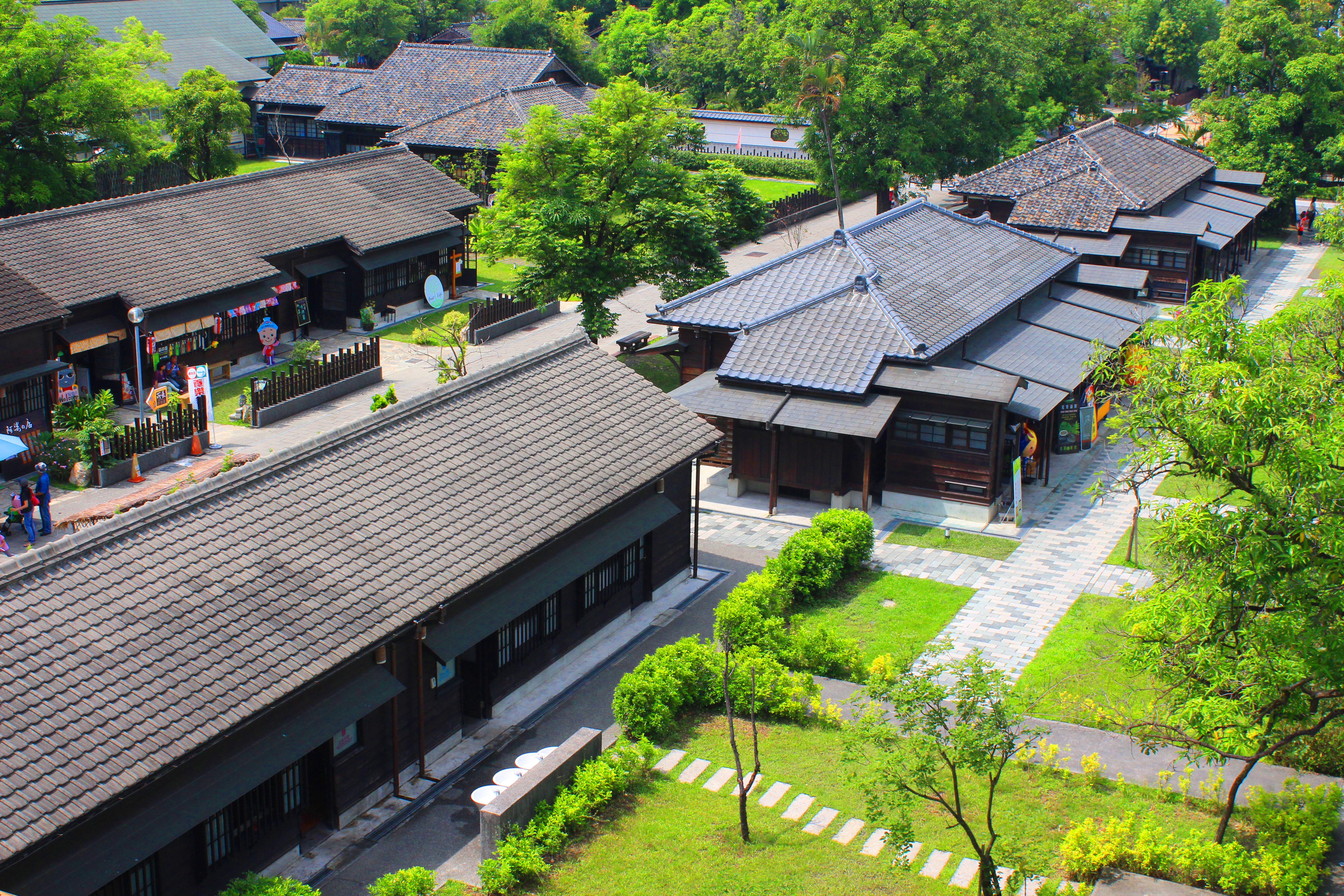
Hinoki Village, Chiayi
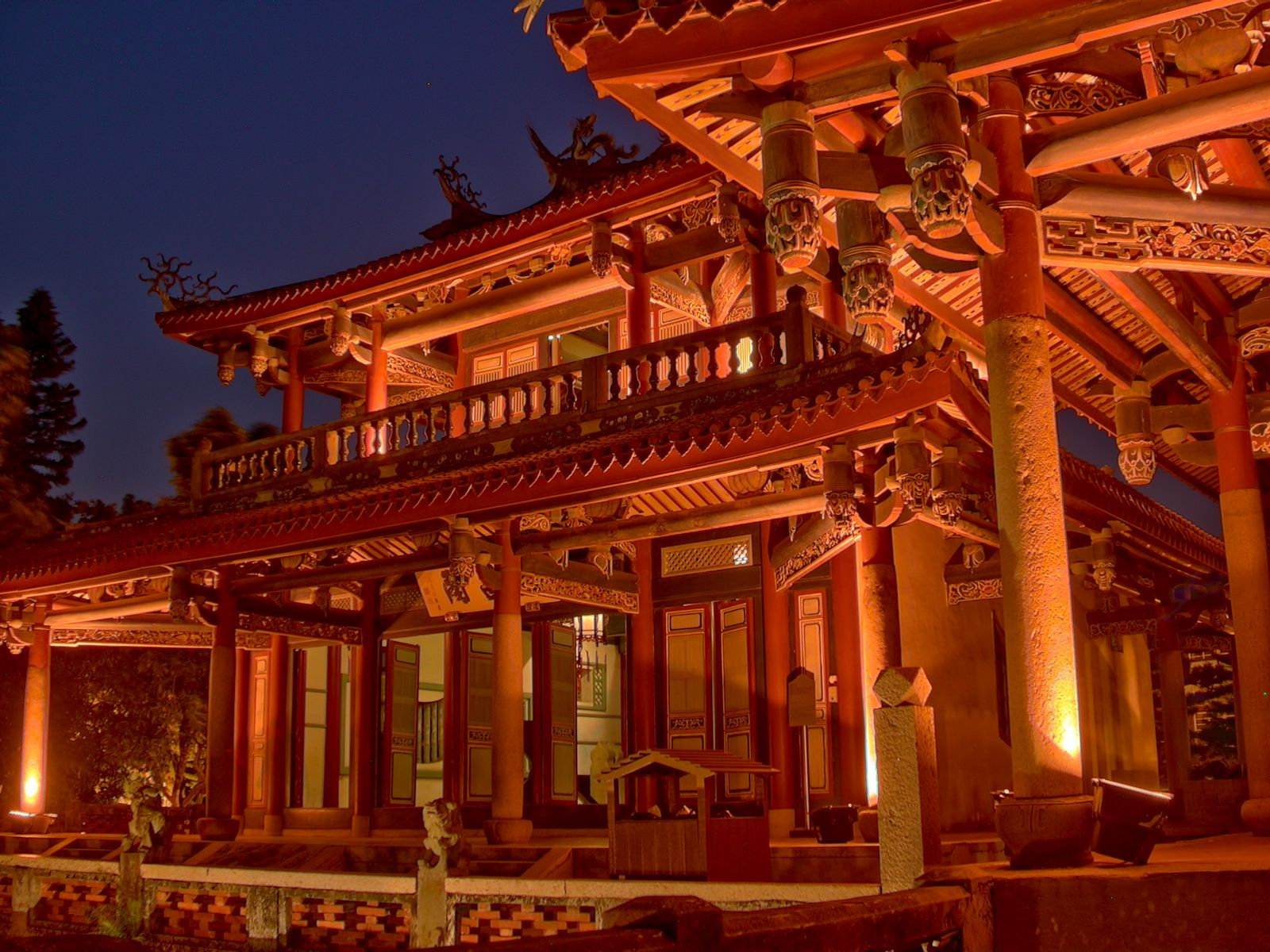
Chihkan Tower, Tainan

## Médias
- (fr) Taipei Soir
- (fr) Radio Taïwan International

## Note
1. ↑  « Tourism Bureau, M.O.T.C. Republic of China (Taiwan) Visitor Arrivals by Residence, 2014 », admin.taiwan.net.tw (consulté le 5 juillet 2015)
2. ↑  « Tourism Bureau, M.O.T.C. Republic of China (Taiwan) Visitor Arrivals by Residence, 2013 », admin.taiwan.net.tw (consulté le 5 juillet 2015)